# Las Meninas
Las Meninas («Hofpigerne», eller Kong Filip IV og Hans Familie ) Et maleri af den spanske kunstner Diego Velázquez (1599–1660). Det blev malet i 1656, og maleriet regnes både for Velázquez' hovedværk og som et af de kunstneriske højdepunkter i den europæiske barok. Det anses også for at være den mest fuldendte og komplekse figuropstilling i vestlig kultur.

## Hvad forestiller billedet?
Billedet forestiller formodentlig en hverdagscene fra kongeslottet Alcázar i Madrid. I midten i forgrunden står en lille blond pige omgivet af flere personer. Den lille pige er den fem år gamle Margarita Teresa, kong Filips næstyngste datter med dronning Mariana. Rundt om hende står kongelige tjenere, hendes amme og kunstneren selv, Diego Velazquez, i færd med at male "betragteren", der i baggrunden ses i et spejl som et dobbeltportræt. Derved bliver betragteren billedets egentlige hovedperson.

## Persongalleri
Personerne i Las Meninasfra venstre mod højre:
- Diego Velázquez.
- Isabel Velasco og María Agustina Sarmiento står på hver sin side af Margarita.
- I spejlet på væggen i baggrunden skimtes kongeparret, Filip og Mariana.
- José Nieto, dronningens kammertjener, står i døråbningen i billedets baggrund.
- I midten står guvernanten Marcela de Ulloa og en tjener i halvmørke.
- Længst til højre dværgene María Barbola og Nicolas Pertusato.
- I baggrunden går en hofmand gennem døren.